# シクラメンのかほりから
『シクラメンのかほりから』は、布施明のオリジナル・アルバム。1975年8月20日にキングレコードより発売された。同年4月に発売されたシングル曲「シクラメンのかほり」とそのB面曲「淋しい時」ほか全10曲が収録されている。

## 概要
全曲の作詞作曲を小椋佳が手掛けている。カセットテープのみ少々曲順が異なっており、シングル「シクラメンのかほり」が1曲目に配置されている。2002年9月のCD化の際には、同年10月25日発売のシングル「傾いた道しるべ」とそのB面曲「鳥の背に」の2曲がボーナストラックとして追加収録されている。2021年11月17日にはキングレコードの ″蔵出し 名盤復刻シリーズ″ の1作品として再発売されている。

## 批評
音楽情報サイトCDジャーナルのコメント欄では、「ダイナミックなスケール感の中にも繊細さを併せ持つ布施のヴォーカルと、小椋独特の詩の世界がマッチした名盤。」と紹介されている。

## 収録曲
全作詞・作曲：小椋佳

### LP

#### Side A
1. あなたのために［3:42］
編曲: 服部克久
2. シクラメンのかほり［4:43］
編曲: 萩田光雄
3. 両腕の夢［2:40］
編曲: 矢野誠
4. ゆきどまりの海［3:38］
編曲: 林哲司
5. くぐりぬけた花水木［4:28］
編曲: 矢野誠

#### Side B
1. コスモスもきっと［3:29］
編曲: 矢野誠
2. 淋しい時［3:52］
編曲: 林哲司
3. 街角へ来ると［3:13］
編曲: 林哲司
4. たとえば［4:38］
編曲: 矢野誠
5. 祈りをこめて［3:59］
編曲: 林哲司

### CT

#### Side A
1. シクラメンのかほり
2. あなたのために
3. 両腕の夢
4. ゆきどまりの海
5. くぐりぬけた花水木

#### Side B
1. コスモスもきっと
2. 淋しい時
3. 街角へ来ると
4. たとえば
5. 祈りをこめて

### CD
1. あなたのために
2. シクラメンのかほり
3. 両腕の夢
4. ゆきどまりの海
5. くぐりぬけた花水木
6. コスモスもきっと
7. 淋しい時
8. 街角へ来ると
9. たとえば
10. 祈りをこめて
11. 傾いた道しるべ［4:12］＜ボーナストラック＞
編曲: 萩田光雄
12. 鳥の背に［3:34］＜ボーナストラック＞
編曲: 萩田光雄